# Porotrichum parvirete
Porotrichum parvirete là một loài rêu trong họ Neckeraceae. Loài này được (Broth.) Ochyra mô tả khoa học đầu tiên năm 2011.